# جاسوسی که از سردسیر آمد
جاسوسی که از سردسیر آمد (انگلیسی: The Spy Who Came in from the Cold) فیلمی در ژانر جاسوسی به کارگردانی مارتین ریت است که در سال ۱۹۶۵ منتشر شد. این فیلم در سال ۱۹۶۶ میلادی از سوی آکادمی هنرهای سینمایی و تلویزیونی بریتانیا (بفتا) به عنوان بهترین فیلم بریتانیایی برگزیده شد.

## بازیگران
- ریچارد برتون
- کلیر بلوم
- اسکار ورنر
- سام وانامیکر
- رابرت هاردی
- روپرت دیویس
- برنارد لی
- جورج واسکوچ
- مایکل هوردرن
- ازموند نایت
- والتر گوتل
- نیل مک‌گینیس
- فیلیپ ماداک